# Selo pri Vranskem
Selo pri Vranskem este o localitate din comuna Vransko, Slovenia, cu o populație de 66 de locuitori.